# Bathypalaemonella
Bathypalaemonella är ett släkte av kräftdjur. Bathypalaemonella ingår i familjen Bathypalaemonellidae.
Bathypalaemonella är enda släktet i familjen Bathypalaemonellidae.
Kladogram enligt Catalogue of Life:
| Bathypalaemonella | \| \| Bathypalaemonella pandaloides \| \| \| \| \| \| Bathypalaemonella serratipalma \| \| \| \| \| \| Bathypalaemonella texana \| \| \| \| |
|                   | \| \| Bathypalaemonella pandaloides \| \| \| \| \| \| Bathypalaemonella serratipalma \| \| \| \| \| \| Bathypalaemonella texana \| \| \| \| |
|                   | Bathypalaemonella pandaloides |
|                   | |
|                   | Bathypalaemonella serratipalma |
|                   | |
|                   | Bathypalaemonella texana |
|                   | |